# Luuk van Troost
Lucas (Luuk) Petrus van Troost (Schiedam, 28 december 1969) is een Nederlands cricketer en voormalig captain van het Nederlands cricketelftal.
Normaal gesproken bat hij ongeveer rond de zesde tot de achtste plaats. Hij bowlt niet altijd voor het Nederlands elftal, maar hij biedt een extra optie voor het team als bowler.